# Le Bateau livre
Le Bateau livre est une émission télévisée littéraire, anciennement diffusée sur la chaîne France 5. À bord d'une péniche, son présentateur, Frédéric Ferney invite les téléspectateurs à découvrir l'actualité littéraire en compagnie d'écrivains français et étrangers, célèbres ou encore inconnus du public.
Le Bateau livre avait succédé en septembre 2003 à Droits d'auteurs, émission créée en février 1996 et également présentée par Frédéric Ferney. En février 2006, l'émission change son déroulement pour être composée de quatre parties, tout en restant centrée sur les auteurs. Sa suppression est annoncée le 7 juin 2008. Elle est remplacée par La Grande Librairie en septembre 2008.
En juin 2009, Frédéric Ferney reprend son émission sur le web, la renommant Le Bateau libre. Elle n'existe plus aujourd'hui.

## Fiche technique
- Format : 52 minutes
- Présentation : Frédéric Ferney
- Rédactrice en chef : Isabelle Motrot
- Réalisation : Bernard Faroux, Antoine Slodre et Tristan Carné
- Production : A Prime Group et France 5
- Budget : 60 000 euros par émission (début 2006)[1]
- Audience : 300 000 à 400 000 spectateurs en moyenne (début 2006)